# Danielle L. Jensen
Danielle L. Jensen (Calgary), é uma escritora canadense de livros para público jovem adulto, principalmente do gênero fantasia. O livro dela A Fate Inked in Blood (2024) entrou na lista de best-sellers do The New York Times. Seus livros foram traduzidos para 15 idiomas e alguns também estiveram no topo da lista dos mais vendidos no USA Today.

## Biografia
Ela nasceu e cresceu em Calgary, Canadá, onde mora atualmente com a família. Ela se formou na Universidade de Calgary com bacharelado em finanças, depois se formou em literatura inglesa na Universidade Mount Royal. Ela trabalhou com petróleo e gás, mas escrevia romances como hobby, hoje é uma escritora em tempo integral.

### TrilogiaMalediction
1. Stolen Songbird (2014)
2. Hidden Huntress (2015)
3. Warrior Witch (2016)

- The Broken Ones (2017)(prequela)

### SérieDark Shores
1. Dark Shores (2019)[5]
2. Dark Skies (2020)[6]
3. Gilded Serpent (2021)[7]
4. Scorched Earth (2024)

- Tarnished Empire (2021)(prequela)

### SérieBridge Kingdom
1. The Bridge Kingdom (2019) no Brasil: A Ponte Entre Reinos (Companhia das Letras, 2022)
2. The Traitor Queen (2020) no Brasil: A Rainha Traidora (Companhia das Letras, 2023)
3. The Inadequate Heir (2022)
4. The Endless War (2023)

### Livro isolado
- A Fate Inked in Blood (2024)[8]